# Mętków (Zdziechów)
Mętków – część wsi Zdziechów w Polsce położona w województwie mazowieckim, w powiecie szydłowieckim, w gminie Szydłowiec.
W latach 1975–1998 Mętków administracyjnie należał do województwa radomskiego.